# آنا نورمحمدبتووا
آنا نورمحمدبتووا (انگلیسی: Anna Nurmukhambetova; ۲۸ ژوئیهٔ ۱۹۹۳ ) وزنه‌بردار زن اهل قزاقستان است.
وی در مسابقات کشوری و بین‌المللی در مجموع برندهٔ ۱ مدال برنز شده‌است.